# Nová Ves (Lukov)

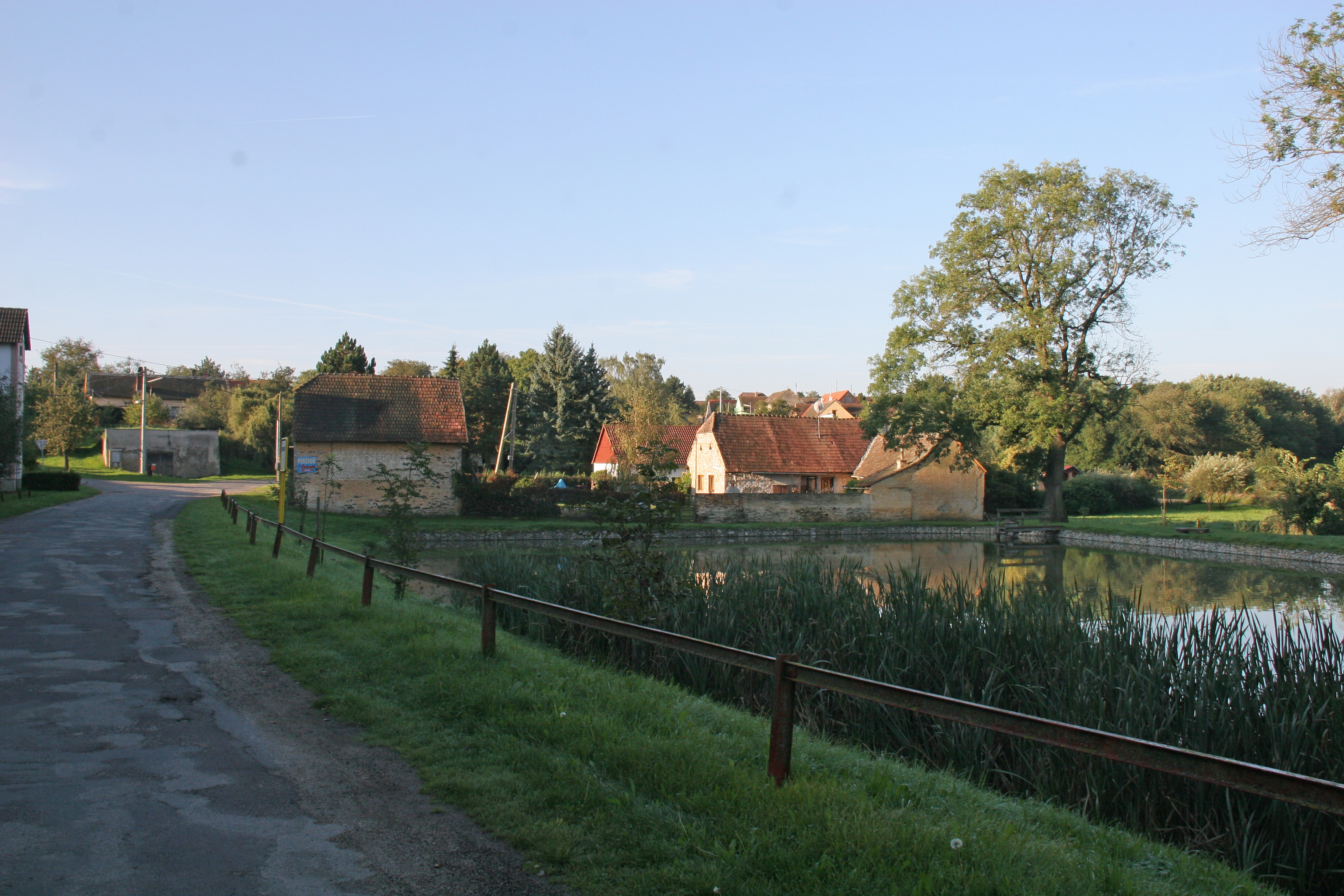
Blick von Lukov auf Nová Ves

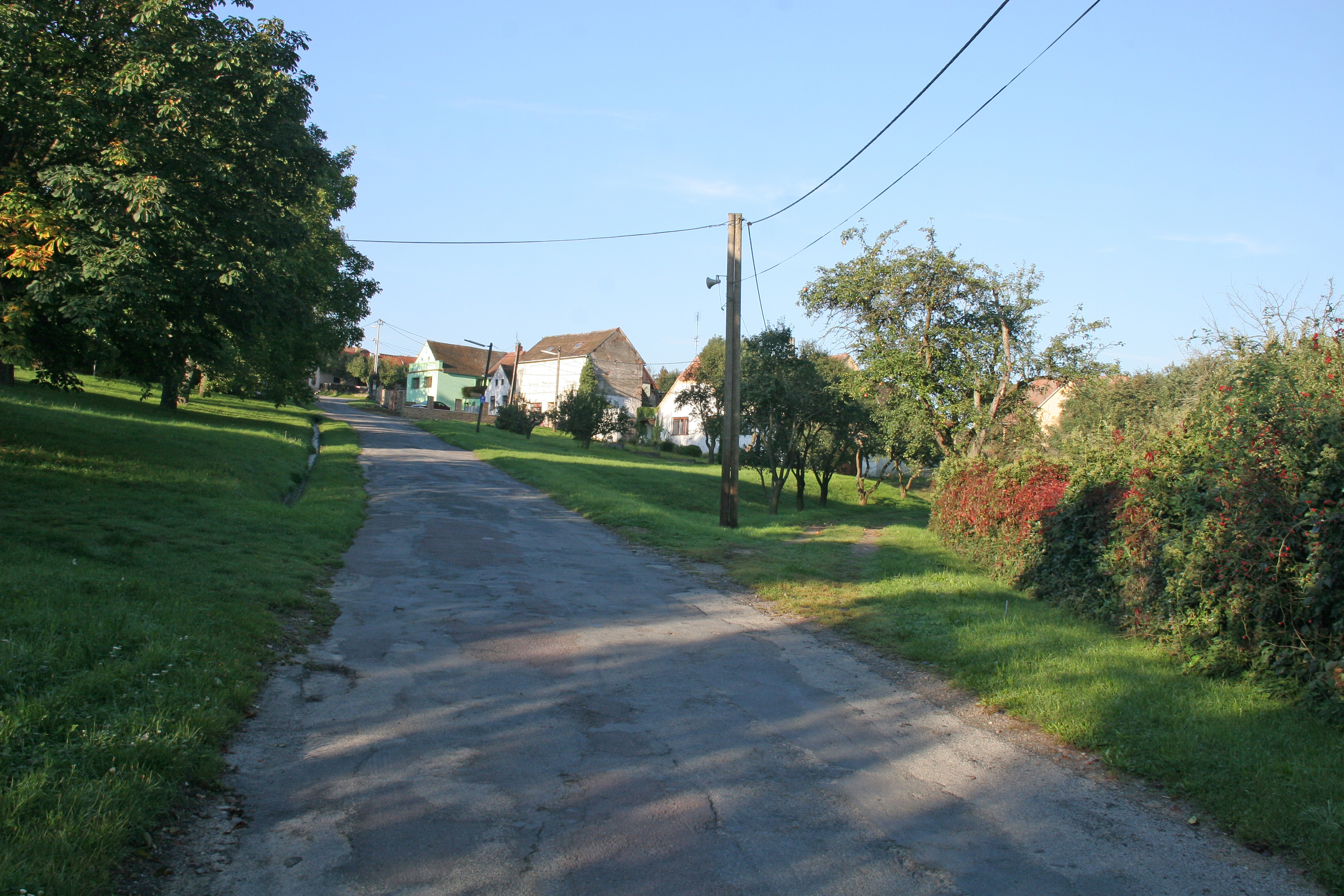
Nová Ves

Nová Ves (deutsch Neudorf) ist eine Ansiedlung der Minderstadt Lukov in Tschechien. Sie liegt zehn Kilometer westlich von Znojmo nahe der tschechisch-österreichischen Grenze und gehört zum Okres Znojmo.

## Geographie
Nová Ves befindet sich am Rande des Nationalparkes Podyjí in der Vranovská pahorkatina (Frainer Hügelland). Die Siedlung liegt linksseitig über dem Quellgrund des Baches Lukovský potok. Östlich erhebt sich der Kozí vrch (430 m n.m.), im Südosten die Horka (431 m n.m.), der Čerchov (438 m n.m.) und die Lipina (438 m n.m.), südwestlich der Ostroh (Stollfürst, 357 m n.m.), der Umlaufberg (378 m ü. A.) und der Gališ (Brendenberg, 404 m n.m.) sowie im Nordwesten die Lukovská horka (Horka, 421 m n.m.). Südöstlich von Nová Ves entspringt der Žlebský potok (Schlebbach). Anderthalb bis zwei Kilometer westlich und südlich des Ortes verläuft das mäanderreiche Kerbtal der Thaya, die auf diesem Abschnitt die Grenze zu Österreich bildet.
Nachbarorte sind Lukov im Norden, Bezkov im Nordosten, Mašovice im Osten, Podmolí im Südosten, Niederfladnitz im Süden, Merkersdorf im Südwesten, Hardegg im Westen sowie Čížov im Nordwesten.

## Geschichte
An der Stelle von Nová Ves befand sich früher ein herrschaftlicher Meierhof, zu dem auch seit 1600 eine Brauerei gehört hat.
Neudorf wurde im Jahre 1798 durch den Besitzer der Allodialherrschaft Frain samt der Burg Neuhäusel, Joseph Hilgartner Ritter von Lilienborn, auf der Anhöhe gegenüber von Luggau auf den Fluren des emphyteutisch verkauften Meierhofes angelegt. Im Jahr darauf veräußerte Hilgartner die Herrschaft an Stanislaw Graf Mniszek. 
Im Jahre 1834 bestand das Dorf Neudorf bzw. Nowa Wes aus 20 Häusern mit 104 überwiegend deutschsprachigen Einwohnern. Pfarr- und Schulort war Luggau. Bis zur Mitte des 19. Jahrhunderts blieb Neudorf der Herrschaft Frain samt Neuhäusel untertänig. Amtsort war der Markt Frain.
Nach der Aufhebung der Patrimonialherrschaften bildete Neudorf / Nová Ves ab 1849 einen Ortsteil des Marktes Luggau im Gerichtsbezirk Frain. 1868 wurde das Dorf Teil des Bezirkes Znaim.
Nach dem Ersten Weltkrieg zerfiel der Vielvölkerstaat Österreich-Ungarn, Neudorf wurde 1918 Teil der neu gebildeten Tschechoslowakischen Republik. Mitte der 1930er Jahre wurden zwischen Neudorf und Baumöhl sowie entlang der Grenze im Thayatal zwei leichte Bunkerlinien des Tschechoslowakischen Walls errichtet. Nach dem Münchner Abkommen wurde das Dorf 1938 von deutschen Truppen besetzt und dem deutschen Landkreis Znaim zugeordnet. Im Jahre 1939 bestand der Ort aus 32 Häusern. Nach dem Ende des Zweiten Weltkrieges kam Nová Ves zur Tschechoslowakei zurück und wurde wieder Teil des Okres Znojmo. Die deutschen Bewohner aus Nová Ves wurden in den Jahren 1945 und 1946 vertrieben. 
Die Grenze nach Österreich wurde 1945 geschlossen. Nach 1948 entstand weit vor der Grenze der „Eiserne Vorhang“. Im Sperrgebiet lagen die Burgruine Nový Hrádek und die Mühlen Faltýskův Mlýn (Teufelsmühle, auch Umlaufsmühle) und Novohrádecký Mlýn (Neuhäuselmühle) im Thayatal. 1960 verlor Nová Ves seinen Status als Ortsteil von Lukov. 
Nach der Samtenen Revolution im Jahr 1989 begann die Öffnung des Eisernen Vorhangs. Das ehemalige Sperrgebiet wurde 1991 zum Nationalpark Podyjí erklärt.

## Sehenswürdigkeiten
- Burgruine Nový Hrádek (Neuhäusel), südlich des Ortes über dem Thayatal
- Tief eingeschnittenes Thayatal mit Flussschleifen am Umlaufberg und Stollfürst, den Felsklippen Vraní skála sowie den Wehren und Ruinen der Mühlen Faltýskův Mlýn und Novohrádecký Mlýn
- Gehöfte in Volksbauweise